# Chrozophora tinctoria
Chrozophora tinctoria es una especie de planta medicinal perteneciente a la familia de las euforbiáceas. Es originaria de la región del Mediterráneo extendiéndose hasta la India.

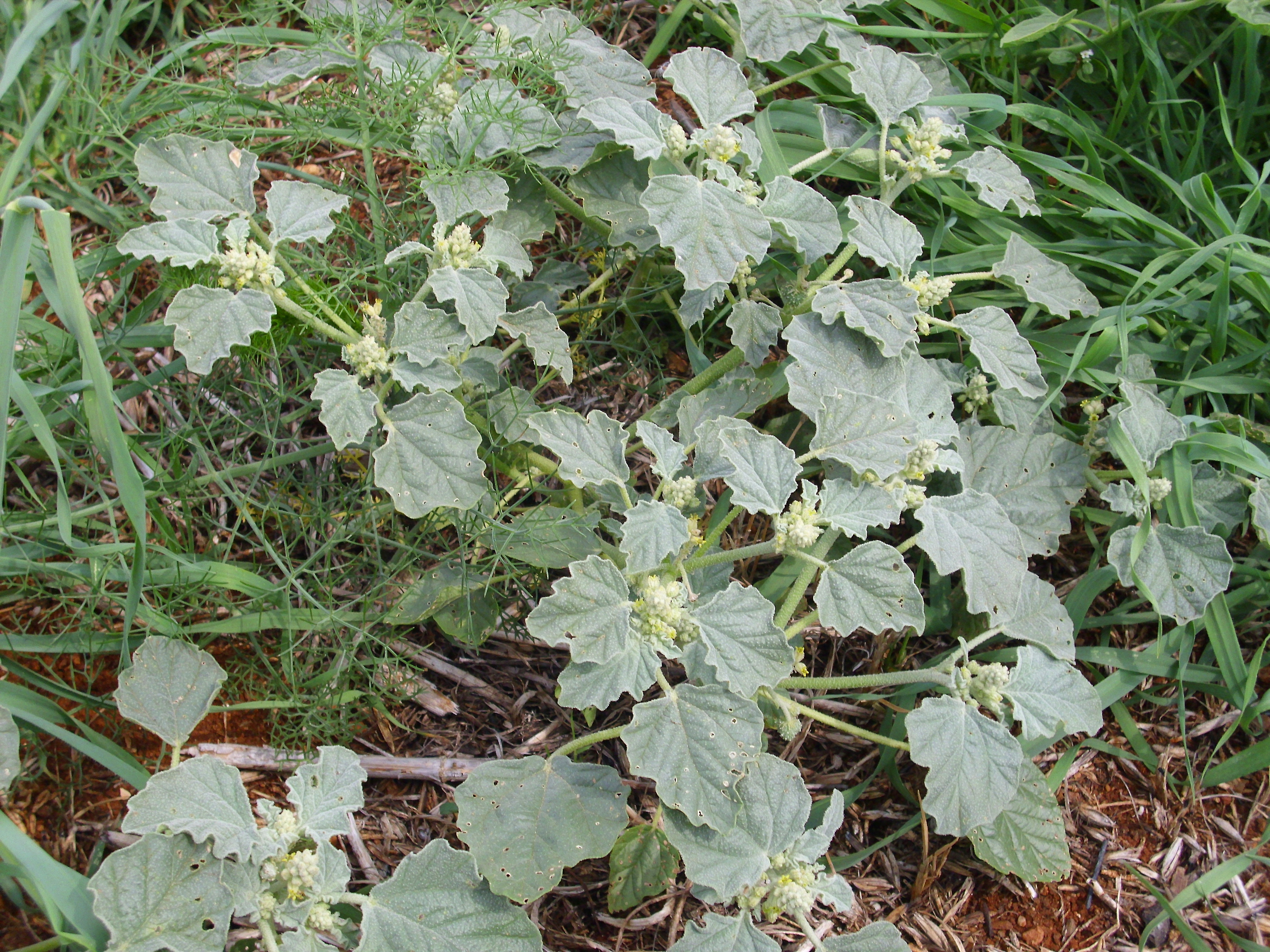
Vista de la planta

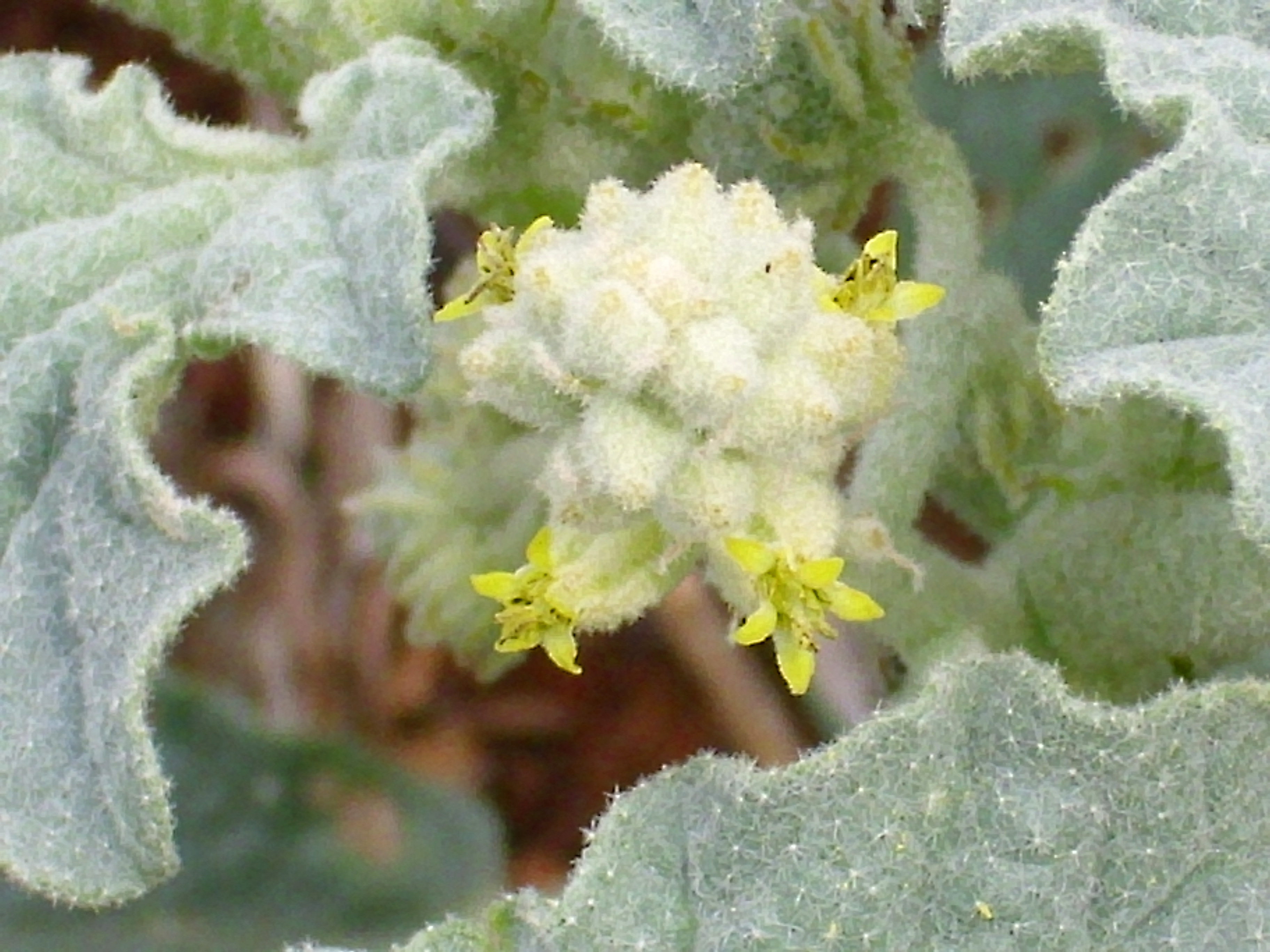
Detalle de la flor

## Descripción
Se trata de una planta herbácea anual y bisexual con tallos erectos de no más de 40 cm de altura y hojas grisáceas de limbo más o menos triangular u ovado y margen festoneado. Sus flores son pequeñas, las masculinas están formadas por segmentos amarillos triangulares soldados y las femeninas con segmentos verdosos lineares también soldados. Su fruto es una cápsula esquizocárpica trilocular péndula que, como suele ser característico en las euforbiáceas, está cubierta por prolongaciones verrugosas. Crece durante el verano en terrenos yermos calizos. Si bien desde cerca la única similitud es el color grisáceo, desde la distancia puede ser confundida con Heliotropium europaeum, la cual tiene un ciclo biológico parecido y de hecho se la denomina popularmente helitropio menor.

## Toxicidad
Chrozophora tinctoria figura en una lista negativa o sujeta a uso restringido en al menos un Estado de la Unión Europea, por contener sustancias en las partes aéreas cuya ingestión puede suponer un riesgo para la salud, si bien no hay suficientes pruebas al respecto.

## Propiedades
De las partes aéreas de Chrozophora tinctoria se han aislado glucoflavonoides, tales como rutina (Flavonoide), acacetin-7-O-rutinósido, apigenin-7-O-β-D-[(6-p-cumaroil)]-glucopiranósido, apigenin-O-β-D-glucopiranósido y crozoforina. Esta planta es una de las especie vegetales de las que se extrae el tinte tornasol, utilizado en química como indicador de pH.

## Taxonomía
Chrozophora tinctoria fue descrita por (L.) A.Juss. y publicado en De Euphorbiacearum Generibus Medicisque earumdem viribus tentamen, tabulis aeneis 18 illustratum 27. 1824.
Sinonimia:
- Croton tinctorius L., Sp. Pl.: 1004 (1753).
- Ricinoides tinctoria (L.) Moench, Methodus: 286 (1794).
- Tournesol tinctoria (L.) Baill., Traité Bot. Méd. Phan. 2: 932 (1884).
- Croton argenteus Forssk., Fl. Aegypt.-Arab.: lxxv (1775), nom. illeg.
- Croton obliquus Vahl, Symb. Bot. 1: 78 (1790).
- Croton verbascifolius Willd., Sp. Pl. 4: 539 (1805).
- Croton patulus Lag., Gen. Sp. Pl.: 21 (1816).
- Chrozophora hierosolymitana Spreng., Syst. Veg. 3: 850 (1826).
- Chrozophora obliqua (Vahl) A.Juss. ex Spreng., Syst. Veg. 3: 850 (1826).
- Chrozophora verbascifolia (Willd.) A.Juss. ex Spreng., Syst. Veg. 3: 850 (1826).
- Croton oblongifolius Sieber ex Spreng., Syst. Veg. 3: 850 (1826), nom. illeg.
- Chrozophora sieberi C.Presl, Abh. Königl. Böhm. Ges. Wiss., V, 3: 539 (1845).
- Chrozophora integrifolia Bunge, Mém. Sav. Étr. Acad. Petersbourgh 7: 490 (1851).
- Tournesol warionii (Coss. ex Batt. & Trab.) Baill., Traité Bot. Méd. Phan. 2: 932 (1884).
- Tournesol obliqua (Vahl) Franch., J. Bot. (Morot) 1: 135 (1887).
- Chrozophora warionii Coss. ex Batt. & Trab. in J.A.Battandier & al., Fl. Algérie, Dicot.: 804 (1888).
- Tournesol verbascifolia (Willd.) Kuntze, Revis. Gen. Pl. 2: 621 (1891).
- Chrozophora glabrata (Heldr.) Pax & K.Hoffm. in H.G.A.Engler, Pflanzenr., IV, 147, VI: 24 (1912).
- Chrozophora subplicata (Müll.Arg.) Pax & K.Hoffm. in H.G.A.Engler, Pflanzenr., IV, 147, VI: 21 (1912).
- Chrozophora cordifolia Pazij, Bot. Mater. Gerb. Inst. Bot. Zool. Akad. Nauk Uzbeksk. S.S.R. 11: 23 (1948).
- Chrozophora lepidocarpa Pazij, Bot. Mater. Gerb. Inst. Bot. Zool. Akad. Nauk Uzbeksk. S.S.R. 14: 23 (1954).[1]

## Nombre común
- Castellano: cenclia, cendia, cendía, cenella, cenizo, cenizo tornasol, giradol, girasol, heliotropio menor, heliotropio tricoco, heliotropo, heliotropo menor, tornasol, tricoco[7]